# Dhuoda
Dhuoda fue una escritora y dama de estirpe noble carolingia del siglo IX, autora de Manual para mi hijo.

## Biografía
Nacida en una familia de la alta nobleza a principios del siglo IX (c.810), era hija de Sancho I López, duque de Gascuña (775-816), y de Ailona Aznárez de Aragón (hija de Aznar I Galíndez, conde de Aragón).
El 24/29 de junio de 824 se casó con Bernardo de Septimania, duque de Septimania y primo de Carlomagno en el Palacio de Aquisgrán. El hijo de ambos, Guillermo de Septimania, nació el 29 noviembre del 826. Poco después —exactamente cuándo y por qué no se sabe— Bernardo envió a su mujer a Uzes, en el sudoeste de Francia, donde parece haber pasado el resto de su vida, separada de su marido. Aprendió a vivir sola, a gobernar los campos, a pedir préstamos a cristianos y judíos para armar a su marido. El 22 de marzo de 841 nació Bernardo, el padre se lo llevó a la Corte a toda prisa, sin bautizar. Se trataba de la corte del rey Carlos el Calvo, donde quedó el niño como prueba de la lealtad de Bernardo hacia el rey. 
Dhuoda, sola en su castillo, le escribió un manual de educación a su primogénito, el Manual para mi hijo, entre el año 841 y el 843 d. C., primer tratado pedagógico de la Edad Media. Este tratado, hoy de gran importancia histórica más que literaria, fue una manera de intentar mantener el vínculo con el hijo arrebatado. Constituye un verdadero tratado de teología moral para seglares, y es importante por ser la primera obra de este género escrita por una mujer. En el tratado le explica sus ideales religiosos y mundanos, "... se trata de un notable retrato de una dama digna y culta, golpeada, pero no abatida por las dificultades de la vida".
El manual expone muy claramente el doble sistema de valores que Dhuoda deseaba presentar a su hijo: el servicio a Dios, por una parte, pero también la adecuada defensa del ideal de una existencia noble en esta vida. Dhuoda insiste en que debe actuar noblemente, respetando los rangos y haciendo dádiva, pero mostrando también cortesía con todos, no solo con sus iguales. Dhuoda está convencida de que esta conducta, cuando se combina con la devoción cristiana, le traerá tanto felicidad terrenal como la salvación eterna. 
Su libro es un notable retrato de la propia Dhuoda con todo su anhelo humano de una vida normal con sus hijos, pero con una auténtica devoción religiosa y la dignidad y el autocontrol que se podía esperar de una mujer de su alcurnia.

## Matrimonio y descendencia
Esposa de Bernardo de Septimania, conde de Barcelona y Gerona y duque de Septimania, con quien tuvo una hija, Regelindis, y dos hijos, Guillermo de Septimania y Bernardo, llamado como su progenitor.